# Löhrs Hof

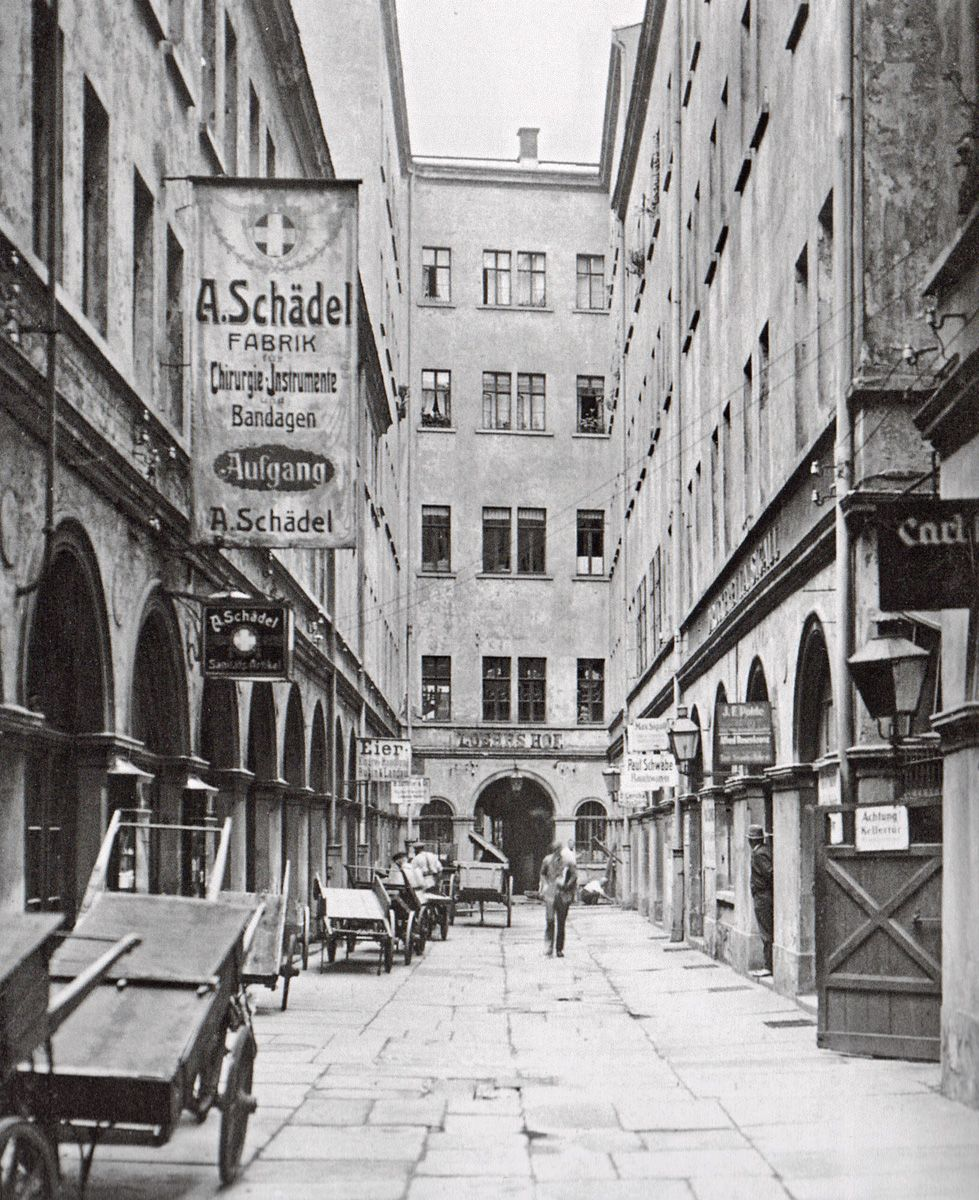
In Löhrs Hof (um 1930) Blick nach Westen

Löhrs Hof war ein Durchgangshof in Leipzig zwischen der Reichsstraße 14 und der Nikolaistraße 21/23 und hatte von Straße zu Straße eine Länge von etwa 80 Metern. Er wurde im Zweiten Weltkrieg zerstört.

## Geschichte

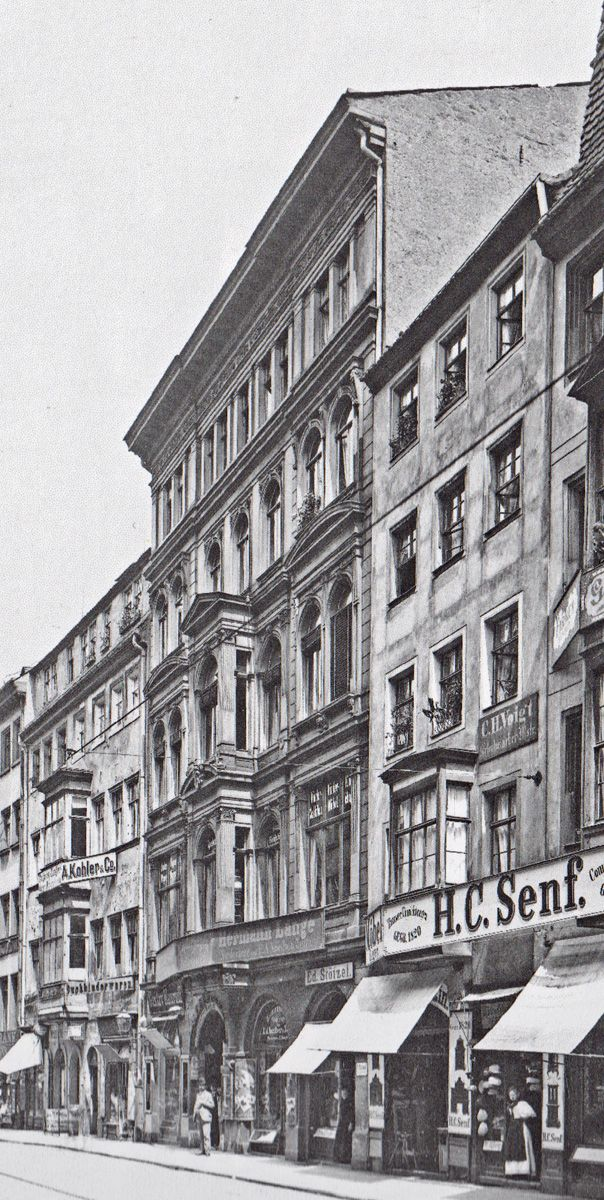
Der Kopfbau in der Reichsstraße (um 1930)

Das Grundstück in der Reichsstraße, damals schon bis zur Nikolaistraße reichend, gehörte seit dem Beginn des 16. Jahrhunderts der Familie Peilicke, die mehrmals den Bürgermeister Leipzigs stellte. Im 16. Jahrhundert wird das Gebäude als Gasthof bezeichnet. 1779 kam es durch Erbschaft in den Besitz von Mitgliedern der Familie Löhr und erhielt daher seinen Namen. Zur Familie Löhr gehörte auch der Bankier und Ratsherr Eberhard Heinrich Löhr (1725–1798), der zu dieser Zeit Besitzer von Barthels Hof war und für sich Löhrs Garten errichtete.
1896 wurde der zugehörige Kopfbau an der Reichsstraße neu errichtet. Es entstand ein fünfgeschossiges Gebäude mit einer siebenachsigen Historismusfassade. Die alte Bürgerhaustradition wurde durch einen zweigeschossigen Kastenerker betont. Im Zuge dieser Bautätigkeit kam das Haus Nikolaistraße 23 wieder zu dem Anwesen, nachdem es seit 1540 ein selbständiges Bürgerhaus gewesen war.
In den Seitengebäuden des langgestreckten Hofes, der in seinem östlichen Teil eine kurze Abzweigung nach Norden besaß, waren verschiedene Firmen ansässig. Ihr Warentransport bis zur Straße musste nach Abschaffung des Pferdeverkehrs mit Handkarren erfolgen, da das Befahren der Leipziger Höfe mit Autos verboten war.
Die Gebäude von Löhrs Hof wurden bis auf einen Mittelteil der Südseite des Hofes beim Bombenangriff vom 4. Dezember 1943 zerstört. Beim Abtragen der Ruinen wurde auch der Mittelteil beseitigt. Auf dem Nikolaistraßenteil des Grundstücks wurde während der DDR-Zeit ein Bürohaus errichtet, das inzwischen durch ein Hotel ersetzt worden ist. Das Gelände an der Reichsstraße wird nach bisher erfolglosen Investitionsbemühungen immer noch als Parkplatz genutzt.